# میشائیل یاکوسیتس
میشائیل یاکوسیتس (آلمانی: Michael Jakosits؛ زادهٔ ۲۱ ژانویه ۱۹۷۰) تیرانداز اهل آلمان بود.
وی در مسابقات کشوری و بین‌المللی در مجموع برندهٔ ۱ مدال طلا شده‌است.